# Şadiye Sultan

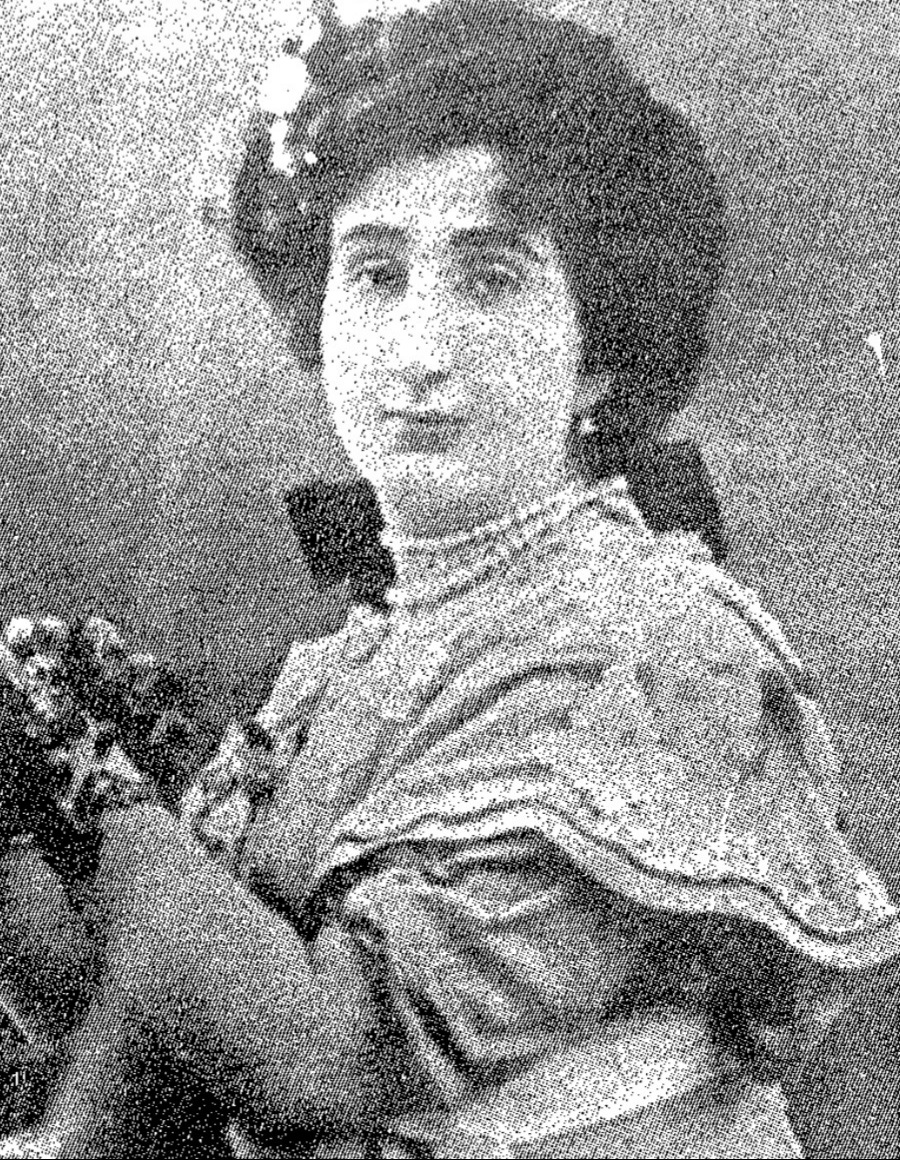
Şadiye Sultan als junge Frau

Şadiye Sultan (* 30. November 1886 in Istanbul; † 20. November 1977 ebenda) war eine osmanische Prinzessin und Tochter von Sultan Abdülhamid II.

## Leben
Şadiye Sultan wurde 1886 im Yıldız-Palast in Istanbul als Tochter von Sultan Abdülhamid II. und dessen achter Frau Emsalinur Kadın, einer Tochter des abchasischen Adligen Ömer Bey und Selime Hanım, geboren. Sie war das neunte Kind und die fünfte Tochter ihres Vaters und das einzige Kind der Mutter.
Şadiye Sultan wurde im Yıldız-Palast gemeinsam mit ihrer jüngeren Halbschwester Ayşe Sultan erzogen. Ihre Lehrer und Erzieher waren die Privatsekretäre Hasib Efendi und Kâmil Efendi. Hasib Efendi lehrte den Koran, Arabisch und Persisch, während Kâmil Efendi Lesen und Schreiben, Grammatik, Arithmetik, Geschichte und Geographie unterrichtete.
Am 31. März 1909 verlobte sie ihr Vater Abdülhamid mit Ali Namık Bey, einem Sohn des osmanischen Politikers Mehmed Said Pascha. Nach dem Sturz ihres Vaters im Jahr 1909 folgte die Prinzessin den Eltern in das Exil nach Thessaloniki, kehrte aber im nächsten Jahr nach Istanbul zurück. Die Verlobung wurde jedoch aufgrund der Haltung von Said Pascha gegenüber ihrem Vater aufgelöst. Vater und potenziellen Schwiegervater verband eine lange und loyale, aber hasserfüllte Beziehung. Auch der aufstrebende jungtürkische Politiker Enver Pascha bat um ihre Hand, sie verweigerte jedoch eine Heirat, weil Enver Pascha an der Absetzung ihres Vaters beteiligt gewesen war. Ihre Verlobung wurde dann mit einem Sohn von Zülüflü Ismail Pascha bekanntgegeben, doch hier verweigerte die osmanische Regierung ihre Zustimmung.

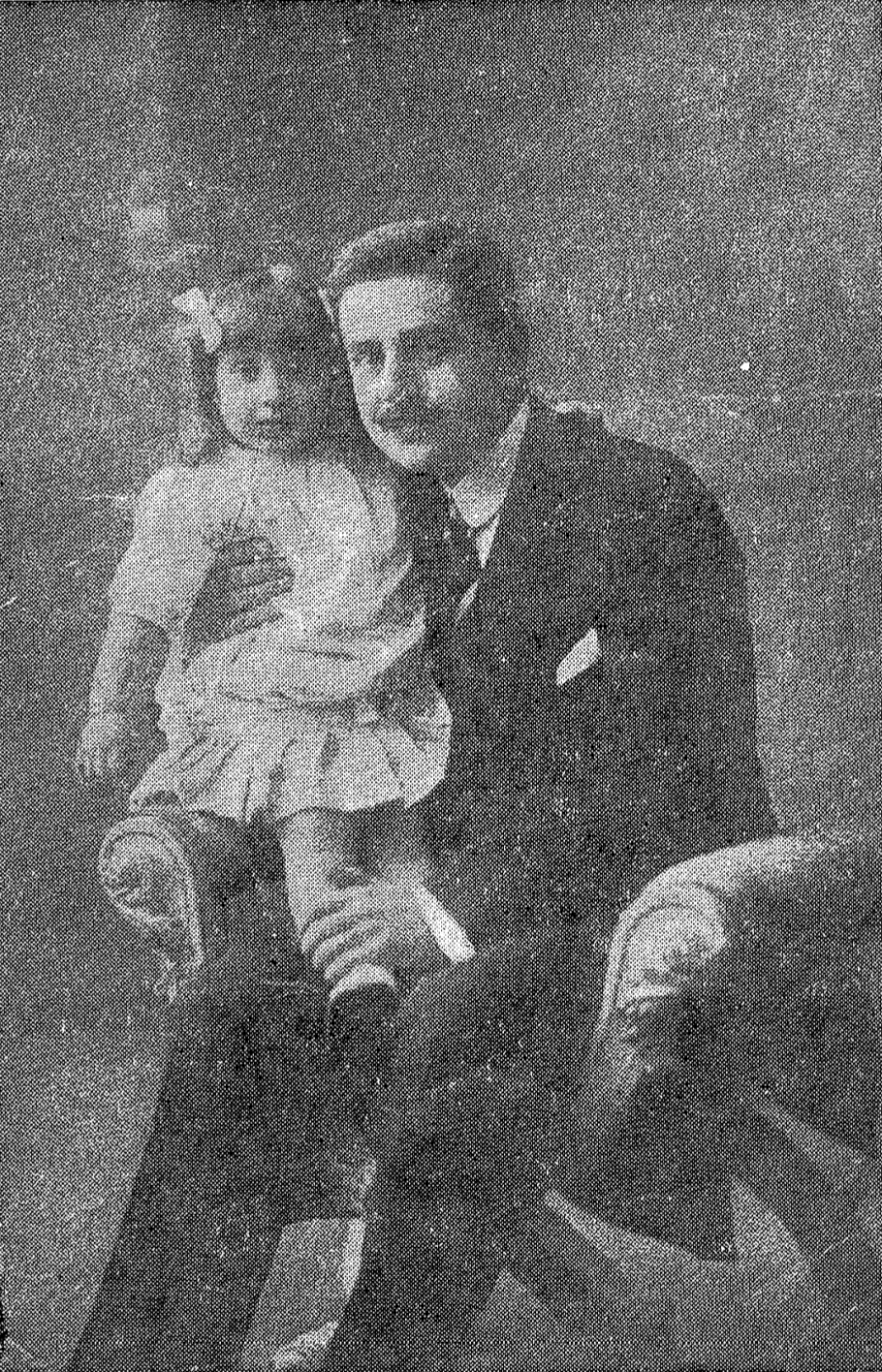
Şadiye Sultans erster Mann Fahir Bey mit der gemeinsamen Tochter Samiye Hanımsultan

Şadiye verlobte sich schließlich mit Fahir Bey, dem Sohn von Mustafa Fazıl Bey und Enkel des ehemaligen Großwesirs und langjährigen Ministers für fromme Stiftungen Galib Pascha. Die Hochzeit fand am 2. Dezember 1910 im Nişantaşı-Palast statt. Das Paar bekam eine Tochter, Samiye Hanımsultan, die 1918 geboren wurde. Fahir starb am 27. September 1922.
Nachdem die Mitglieder der osmanischen Dynastie nach Gründung der Republik Türkei in das Exil gingen, ließ sich Şadiye Sultan in Paris nieder, wo sie am 28. Oktober 1931 Reşad Halis Bey heiratete. Während des Zweiten Weltkriegs besetzten die deutschen Nationalsozialisten Paris im Jahr 1940. Reşad Bey war der Meinung, die Familie solle Frankreich verlassen, doch Şadiye Sultan wollte bleiben: „Frankreich ist meine zweite Heimat. Ich habe hier gut gelebt. Die Katastrophe von Frankreich ist auch meine Katastrophe. Ich werde den verwundeten Soldaten helfen“. Reşad Bey starb im November 1944.
Nach dem Tod ihres Mannes lebte Şadiye im Hôtel Saint-Honore und mietete ein Zimmer neben ihrem Bruder Schehzade Abdurrahim Hayri, bis sie 1952 nach Istanbul zurückkehrte.
Im Jahr 1966 veröffentlichte sie ihre Memoiren unter dem Titel Hayatımın acı ve tatlı günleri (dt.: Die bitteren und süßen Tage meines Lebens). Im selben Jahr gab sie dem Journalisten Muzaffer Budak Seyfettinoğlu von der Zeitschrift Yeni İstiklal ein ausführliches Interview über das Leben ihres Vaters, das am 15. Juni 1966 veröffentlicht wurde.
Şadiye Sultan starb 1977 im Alter von 90 Jahren als letztes Kind von Sultan Abdülhamid im Istanbuler Stadtteil Cihangir. Sie wurde in der Türbe ihres Urgroßvaters Sultan Mahmud II. in Istanbul beigesetzt. Ihre Tochter starb 1992.

## Auszeichnungen
- Chanedan-i-Al-Osman[21]
- Mecidiye-Orden[21]
- Nişan-ı Şefkat, 1. Klasse[21]
- Liakat-Medaille in Gold[21]
- Iftikhar-Sanayi-Medaille in Gold[21]
- Hicaz-Demiryolu-Medaille in Gold[21]